# Nowa Synagoga w Kiejdanach

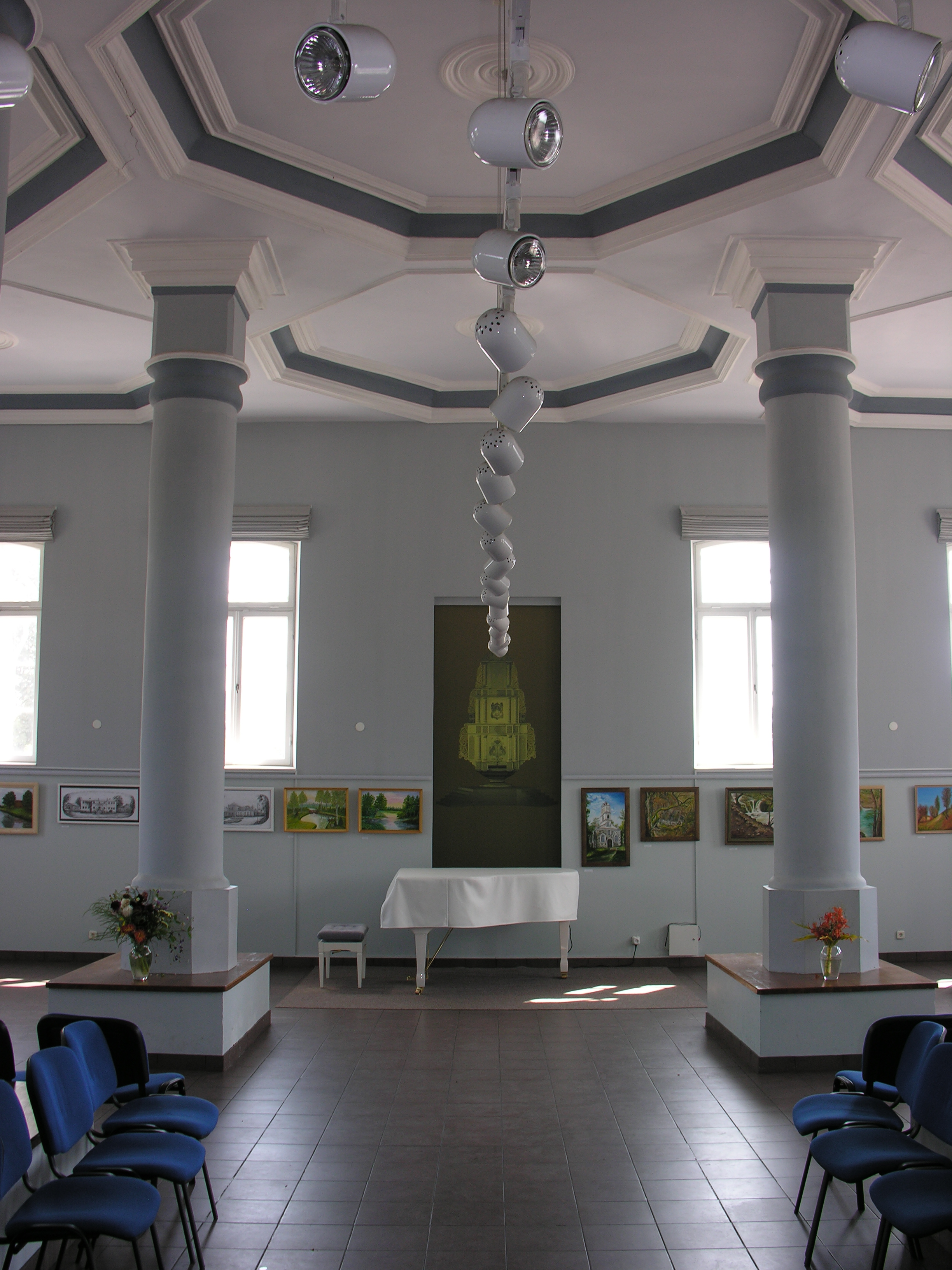
Wnętrze Nowej Synagogi

Nowa Synagoga w Kiejdanach – jedna z trzech przetrwałych synagog w Kiejdanach. Została zbudowana w 1837 w stylu klasycystycznym przy tzw. Żydowskim Rynku.
Podczas II wojny światowej, została zdewastowana przez hitlerowców. Obecnie pełni rolę muzeum. Obok budynku znajduje się stara synagoga.